# Julio Súmar Casis
Julio Súmar Casis (24 de juliol de 1931 - no abans de 2007) va ser un jugador d'escacs peruà, guanyador en dues ocasions del campionat d'escacs del Perú (1949 i 1967).

## Resultats destacats en competició
Des de finals de la dècada de 1940 fins a finals de la dècada de 1960, Súmar va ser un dels principals jugadors d'escacs peruans. Va guanyar els campionats peruans d'escacs del 1949 i el 1967. El 1947, va compartir el 1r lloc amb Felipe Pinzón Sánchez al Campionat del Perú però va perdre el matx de desempat. L'any 1951, Súmar va participar en el Torneig Zonal de la FIDE de Sud-amèrica. El 1959, va compartir el 3r lloc amb Hermann Pilnik i Raúl Sanguineti al Torneig Internacional d'Escacs a Lima darrere dels guanyadors Borislav Ivkov i Luděk Pachman.
Súmar va jugar amb el Perú a les Olimpíades d'escacs següents:
- El 1950, al segon tauler a la 9a Olimpíada d'escacs a Dubrovnik (+2, =1, -12),
- El 1964, al segon tauler a la 16a Olimpíada d'escacs a Tel-Aviv (+7, =3, -8),
- El 1970, al segon tauler a la 19a Olimpíada d'escacs a Siegen (+5, =3, -4).